# Noorderbegraafplaats (Leeuwarden)
De Noorderbegraafplaats is een begraafplaats in Leeuwarden. 
De gemeentelijke algemene begraafplaats werd op 4 augustus 1919 in gebruik genomen ter ontlasting van de Oude Stadsbegraafplaats aan de Spanjaardslaan (1833). In de jaren 1956, 1972 en 1988 vonden er uitbreidingen plaats.

## Hier begraven
- Willem Cornelis de Groot (1853-1939), architect

## Fotogalerij

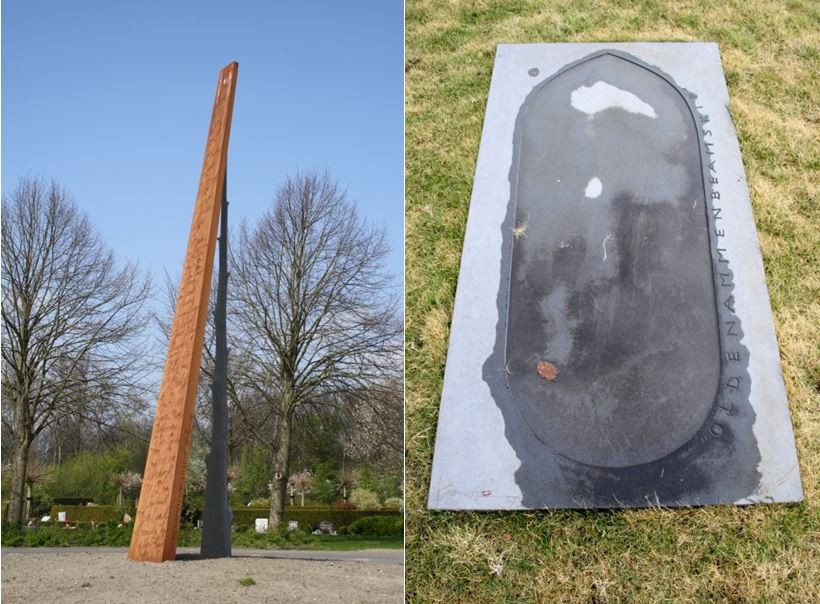
Kunstwerk Oldenammenbeamskip van Gerrit Terpstra